# Archivo Histórico y Museo de Minería de Pachuca
El Archivo Histórico y Museo de la Minería de Pachuca; es un recinto cultural que se encuentra ubicado en el centro histórico de Pachuca de Soto, en el estado de Hidalgo, en México.
El Archivo Histórico y Museo de Minería de Pachuca también maneja el Museo de Sitio Mina de Acosta, el Museo de Medicina Laboral y Centro Cultural Nicolás Zavala, y el Museo de Sitio y Centro de Interpretación Mina La Dificultad, ubicados en Real del Monte.

## Arquitectura

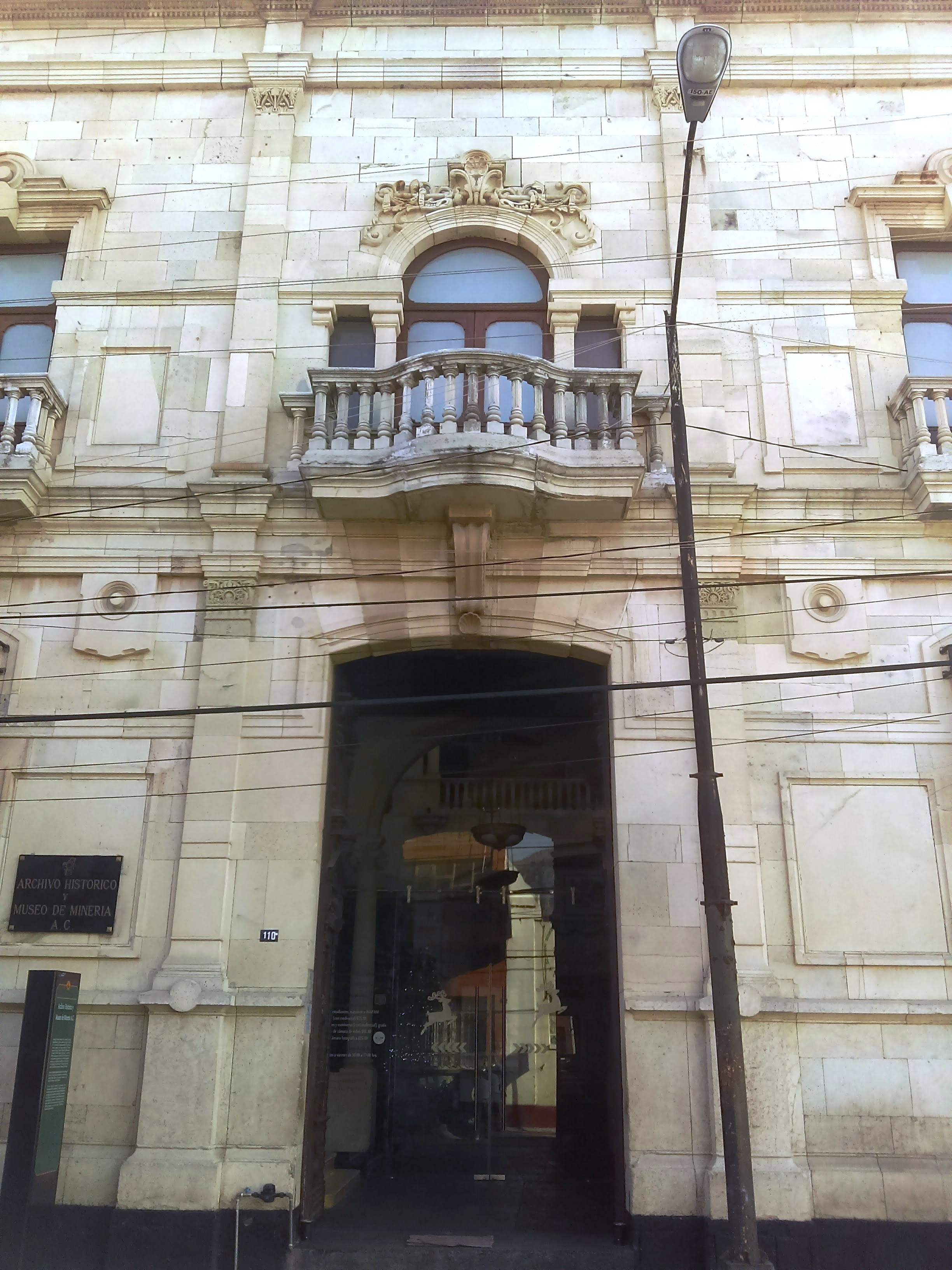
Detalle del acceso principal.

Su sede es un edificio de dos plantas del siglo XIX, de estilo neoclásico que pertenecía a las Cajas de Cooperativa Minera San Rafael y Anexas. Cuyos muros de cantera resguardan 950 m² de construcción en torno de dos jardines y un patio central.
Tiempo después fungió como la Escuela Normal (escuela para maestros) y como la secundaria para trabajadores se admitían personas mayores de 15 años. Después lo adquirió el Gobierno del Estado de Hidalgo y finalmente la Compañía Real del Monte y Pachuca, quien lo entregó en donación al Archivo Histórico y Museo de Minería.
El empleo de varios elementos para formar el eclecticismo neoclásico se muestra en la simetría del inmueble. En la parte superior hay ventanas con arcos cortados y con la piedra clave que sobresale de los muros contando con una herrería estética, en el segundo nivel se localizan ventanas en la cual la del centro muestra un arco de medio punto; con unas columnas apareadas y una balaustra, debajo del balcón una ménsula que es parte de la piedra clave del acceso principal.
Mientras que a los costados se localiza una ventana cuadrada con una balaustra, y otra ventana la cual sobresale el balcón que se encuentra sostenido por unas ménsulas, y en cada esquina se encuentran unas pilastras estriadas, con un capitel de estilo dórico.

## Historia
En 1824 se fundó la Compañía Real del Monte y Pachuca (CRMyP) por un grupo de accionistas ingleses quienes continuaron con los trabajos de explotación y beneficio. A mediados del siglo XIX, ya en manos de mexicanos centralizó la exploración del distrito al administrar casi totalmente las minas de la región.
Los trabajos de conservación de archivos se inicia en 1981, con el rescate y clasificación de una parte importante de los documentos generados por la Compañía de Real del Monte y Pachuca; actividad que desde 1987 se ha hecho permanente.
La asociación comenzó como un Archivo Histórico en 1987, y el 1 de junio de 1993, se convirtió el Museo de Minería. Después se anexaron el Museo de Sitio Mina de Acosta, inaugurado el 22 de junio de 2001; el Museo de Medicina Laboral, inaugurado el 27 de octubre de 2004; y el Museo de Sitio y Centro de Interpretación Mina La Dificultad, inaugurado el 13 de mayo de 2011.

## Museo

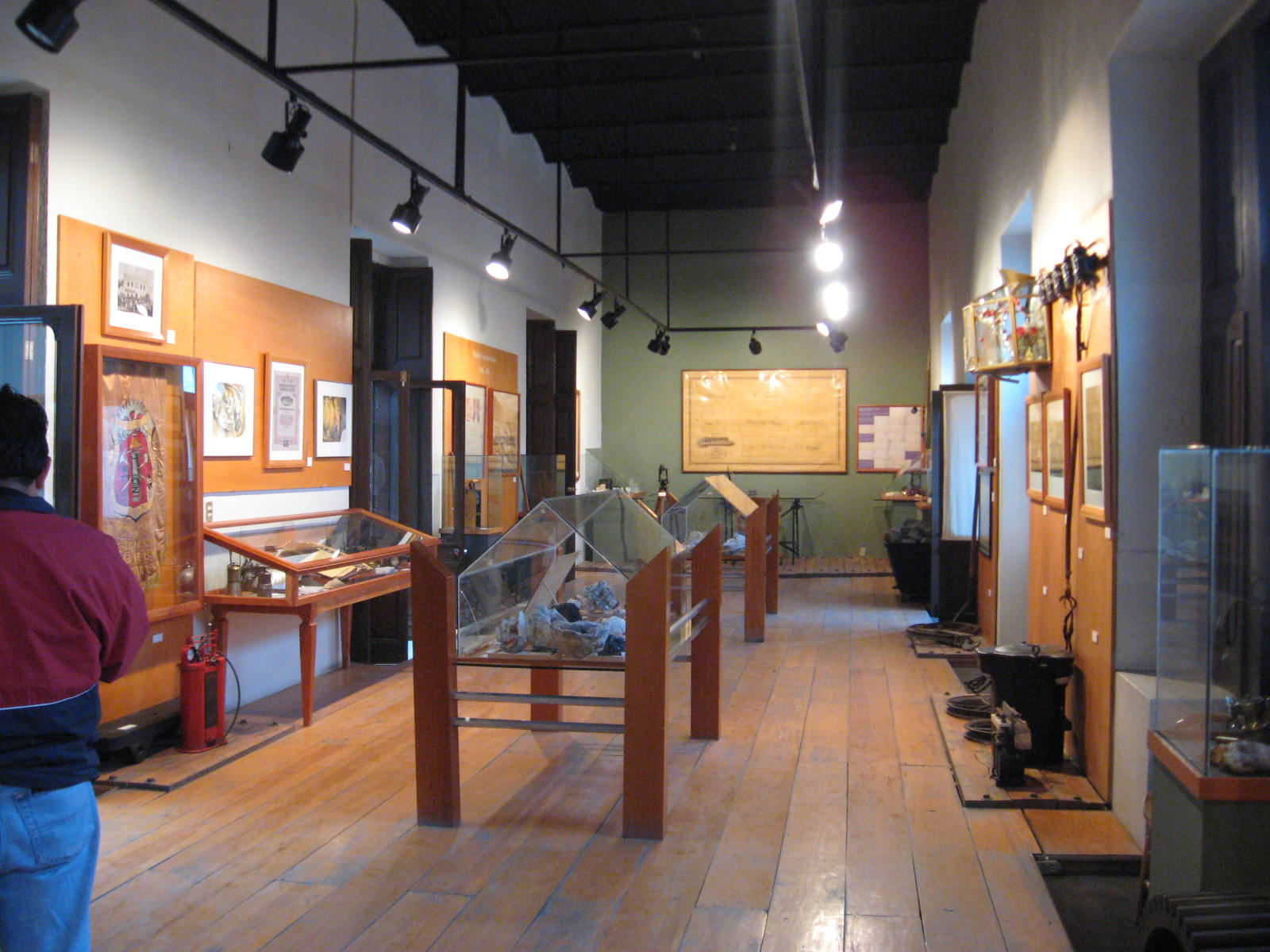
Sala de exhibición del Museo de Minería.

El Museo de Minería consta de nuevas áreas: Geología, Metalurgia Prehispánica, Periodo Novohispano, Compañía de los Aventureros Ingleses, Sociedad Aviadora; Norteamericano junto con el Paraestatal y una sala de exposiciones temporales y área de Arqueología Industrial. El recorrido empieza con un vídeo de 15 minutos, en que se mineros hablan de su trabajo.
El recorrido continua por la sala de geología, con modelos 3D. En la segunda planta se encuentra la sala de metalurgia prehispánica, así como las salas del periodo minero virreinal e inglés. En la galería principal se encuentra distribuido el Periodo Norteamericano junto con el Paraestatal.
En exhibición se encuentran documentos, gráficas, herramientas y equipos rescatados del olvido, los mismos que sirven para reconstruir la historia minera de la región. Sus primeras secciones, hacen referencia a los procesos técnicos de la extracción de la plata. Mientras que las últimas, se refieren a la organización de los trabajadores y el estancamiento, decadencia y crecimiento minero de la región así como de la Compañía Real del Monte y Pachuca.
En el área de Arqueología Industrial localizada en el jardín, se encuentran los camiones de principios del siglo XX, conocidos como “cotorras” (vehículos de la marca Mack que transportaban los lingotes de oro y plata a los furgones del ferrocarril), una grúa de 80 toneladas, un malacate, una escultura moderna y otros objetos.

## Archivo Histórico

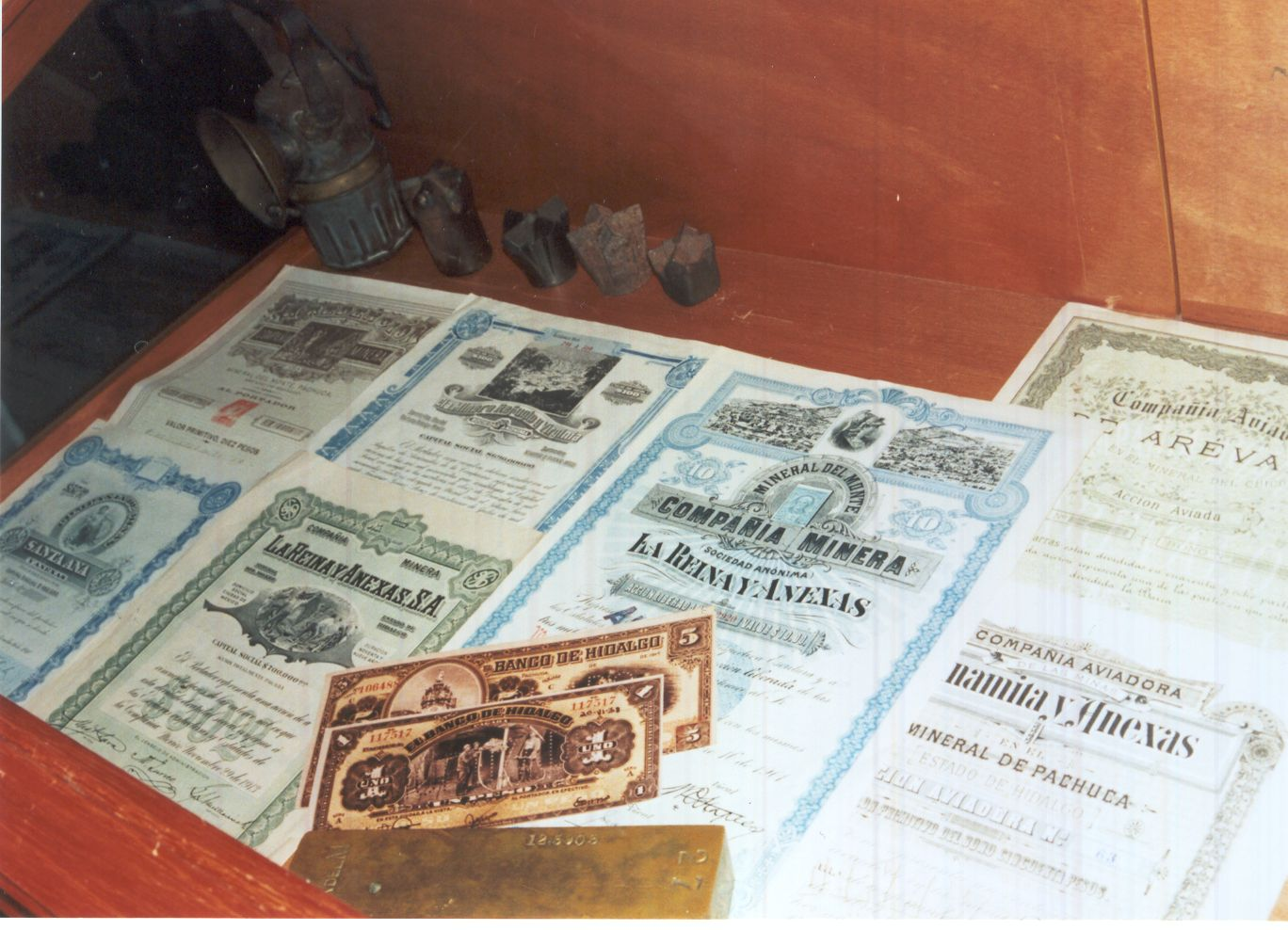
Certificados de acciones y dinero impreso por las compañías mineras.

El Archivo Histórico de la Compañía de Real del Monte y Pachuca (AHCRMyP) es el más grande y completo acervo histórico especializado en minería del país. Su importancia se debe a la relevancia que ha tenido el distrito minero de Pachuca-Real del Monte. El periodo que comprende el Archivo Histórico es de 1727 a 2002 y aunado a la biblioteca, hemeroteca y fondo gráfico representan una importante fuente para la investigación. Se ofrece el servicio de consulta de acervos, en la biblioteca "Juan Barrón" y a la hemeroteca "Ezequiel Ordóñez".
El acervo del Archivo Histórico se divide en seis fondos, Colonial (1727-1824), Siglo XIX (1824-1911), Norteamericano (1906-1951), Paraestatal (1947-1990), Compañías Filiales y/o Subsidiarias (1842-1990) y Gráfico (fototeca, mapoteca y carteloteca).
El Fondo Colonial conformado por cuatro volúmenes de documentos originales, 1447 yackets y 23 rollos de micro película con 11 978 fotogramas provenientes del Archivo General de la Nación, Archivo General de Indias y el Archivo Pedro Romero de Terreros. Contiene información sobre la Minería en la Nueva España y documentos relacionados con la huelga minera de 1766. El Fondo Siglo XIX conformado por 2441 volúmenes y 125 rollos de microfilmes. Contiene información sobre la destrucción y fuga de capitales causadas por la guerra de Independencia de México y la llegada los mineros ingleses y cornualenses a la región, y como desalentados por la Intervención estadounidense en México, deciden liquidar su compañía.
El Fondo Norteamericano conformado por 3780 volúmenes y 39 rollos de microfilmes. Reúne archivos de los cambios tecnológicos, reformas económicas echas por los estadounidenses; como el distrito Pachuca-Real del Monte se convierte en el primer productor mundial de plata, las tragedias mineras ocurridas en ese periodo y la participación de los mineros locales en la creación del Sindicato Nacional de Trabajadores Mineros. Así como la creación y cierre de la empresa United States Smelting, Refining and Mining Company.
El Fondo Paraestatal conformado por 7774 volúmenes. Originado a partir de que la empresa fue administrada por el Gobierno de México y las reformas de carácter administrativo, tecnológico y económico. El Fondo Compañías Filiales y/o Subsidiarias conformado por 286 volúmenes. Conserva información sobre las compañías surgidas en el siglo XIX y fueron absorbidas por la Compañía Real del Monte y Pachuca.
El Fondo Gráfico conformado por 11 852 volúmenes, 1164 piezas negativos y 2448 piezas en positivo; incluye mapoteca, fototeca, carteloteca, y videoteca. La fototeca de este archivo se inicia con la adquisición del fondo Azpeitia. La biblioteca "Juan Barrón" cuenta con 7200 volúmenes y a la hemeroteca "Ezequiel Ordóñez" cuenta con 13 000 volúmenes; ambas se caracterizan por especializarse en temas de minería y geología.